# Angelo Carbone
Angelo Carbone (ur. 23 marca 1968 w Bari) – włoski piłkarz występujący niegdyś na pozycji pomocnika. Karierę zakończył w 2005 roku. Carbone często zmieniał swoje kluby, w ciągu 17 lat występując w 10 drużynach. Jego największym sukcesem jest zdobycie Ligi Mistrzów z Milanem w 1994 roku.